# 郭濂
郭濂（1469年—？），字希周，山西榆次縣人，山東濟南府濟陽縣軍籍，明朝政治人物。

## 生平
山東鄉試第三十八名舉人。弘治十八年（1505年）中式乙丑科會試第五十六名，三甲第五十名進士。官兵部主事。

## 家族
曾祖郭彧，訓導；祖父郭鼐；父郭鋼，縣丞。母朱氏；繼母吳氏。具庆下。弟淇、洙。